# Persipura Jayapura
El Persipura, diminutivo de Persatuan Sepak Bola Indonesia Jayapura es un equipo de fútbol de la Liga Indonesia, la principal categoría de fútbol en Indonesia y se encuentra en la ciudad de Jayapura, en el lado occidental de la isla de Papúa.
Al Persipura Jayapura (como se le conoce) los llaman "The Black Pearls" o Mutiara Hitam y juegan en el Mandala Stadium para 30000 espectadores y se espera que se aumente la capacidad a 50000. Es uno de los grandes equipos de Indonesia. Este equipo actualmente se ubica en el Ranking Mundial de Clubes en la posición 258.

## Entrenadores
| Año       | Nombre                |
| --------- | --------------------- |
| 2003–2004 | Suharno               |
| 2005      | Rahmad Darmawan       |
| 2006      | Antonio Gonzaga Netto |
| 2006      | Mettu Duaramuri       |
| 2007      | Ivan Kolev            |
| 2007      | Irfan Bakti Abu Salim |
| 2007–2008 | Raja Isa              |
| 2008–2014 | Jacksen F. Tiago      |
| 2017      | Liestiadi             |
| 2017      | Wanderley Silva       |
| 2018      | Peter Butler          |
| 2018      | Amilton Silva         |
| 2018–2019 | Oswaldo Lessa         |
| 2019      | Luciano Leandro       |
| 2019–     | Jacksen F. Tiago      |

## Trayectoria internacional
| Temporada | Torneo               | Ronda                 | Club                   | Local | Visita |
| --------- | -------------------- | --------------------- | ---------------------- | ----- | ------ |
| 2010      | AFC Champions League | Fase de grupos        | Jeonbuk Hyundai Motors | 1–4   | 8–0    |
| 2010      | AFC Champions League | Fase de grupos        | Changchun Yatai F.C.   | 2–0   | 9–0    |
| 2010      | AFC Champions League | Fase de grupos        | Kashima Antlers        | 1–3   | 5–0    |
| 2011      | Copa de la AFC       | Fase de grupos        | South China AA         | 4–2   | 1–1    |
| 2011      | Copa de la AFC       | Fase de grupos        | East Bengal            | 4–1   | 1–1    |
| 2011      | Copa de la AFC       | Fase de grupos        | Chonburi F.C.          | 3–0   | 4–1    |
| 2011      | Copa de la AFC       | Octavos de final      | Sông Lam Nghệ An       | –     | 1–3    |
| 2011      | Copa de la AFC       | Cuartos de final      | Arbil FC               | 1–2   | 1–0    |
| 2012      | Champions League     | Fase de Clasificación | Adelaide United        | –     | 3–0    |

## Gerencia
| Cargo                        | Nombre            |
| ---------------------------- | ----------------- |
| Dueño                        | Benhur Tommy Mano |
| Secretaria                   | Thamrin Sagala    |
| Tesorero                     | Lasya             |
| Comité Organizador de Juegos | Fachruddin Pasolo |

## Palmarés
| Competición nacional                | Títulos                      | Subcampeonatos         |
| ----------------------------------- | ---------------------------- | ---------------------- |
| Perserikatan (2/1)                  | 1979, 1993                   | 1980                   |
| Liga 1 de Indonesia (4/3)           | 2005, 2008-09, 2010-11, 2013 | 2009-10, 2011-12, 2014 |
| Piala Indonesia (0/3)               |                              | 2006, 2007-08, 2008-09 |
| Indonesia Soccer Championship (1/0) | 2016                         |                        |
| Community Shield (1/0)              | 2009                         |                        |